# Amici dei popoli
L'associazione Amici dei popoli è una organizzazione non governativa senza scopo di lucro di ispirazione cristiana. Essa nacque dalla collaborazione di persone laiche con alcune attività missionarie tenutesi in Ruanda.
Nel 1978 ha ottenuto l'idoneità ad operare nei paesi in via di sviluppo dall'Unione europea e dal 1987 dal Ministero degli affari esteri Italiano. Dal 1990 aderisce alla Federazione organismi cristiani di servizio internazionale volontario.
Le radici cristiane di tale associazione spingono i suoi membri ad iniziative che hanno come centro la persona umana nel suo complesso e che si basano sulla figura di Gesù e sui valori evangelici. Viene, inoltre, proposto uno stile di vita conforme a queste idee ma non vengono rifiutate persone non appartenenti al cristianesimo. Per far questo vengono proposte diverse attività da compiere:
- esperienze di volontariato in paesi in via di sviluppo,
- attività di promozione del volontariato,
- studio e diffusione delle problematiche dei paesi in via di sviluppo,
- istituzione di corsi educativi allo sviluppo e di formazione degli operatori,
- elaborazione di progetti di sviluppo da attuarsi con le comunità locali,
- produzione di materiale culturale (testi, mostre) ed attività di comunicazione sociale,
- adozione a distanza.